# 里歩
里歩（りほ、1997年6月4日 - ）は、日本の女性プロレスラー。東京都品川区出身。AEW所属。

## 所属
- アイスリボン（2006年5月29日 - 2012年9月23日）
- プロレスリング我闘雲舞（2012年9月23日 - 2019年7月2日）
- フリー（2019年7月3日 - 2019年8月7日）
- AEW（2019年8月7日 - ）

## 経歴

### 2006年
- 5月29日、品川中小企業センター大会、対高橋奈苗戦でアイスリボンよりデビュー（このとき小学3年生）。リングネームはりほ。

### 2007年
- 9月8日、Future Star Vol.2北沢タウンホール大会、666ラム会長との小学生レスラー対決を実現。

### 2008年
- 10月24日、千本桜ホール大会、佐藤悠己をパートナーに迎え、インターナショナル・リボンタッグ王座に挑戦し勝利。初タイトルを獲得した。

### 2009年
- 3月、学校で右足甲の横を骨折、全治4週間の診断を受け長期欠場。これに伴いタッグ王座も返上。
- 4月25日、復帰。
- 8月8日DDT新木場大会（ビアガーデンプロレス・ケニー・オメガプロデュースデー）、名古屋スポルティーバエンターテイメント所属の小学生レスラー・ミスター6号との初対決。
- 8月23日、後楽園ホール大会、年内引退を表明していたラム会長との再度の対決。10月31日666新木場大会の出場を要請され、承諾する。
- 同日DDT両国国技館大会「両国ピーターパン 〜大人になんてなれないよ〜」アイアンマンヘビーメタル級王座争奪ロイヤルランブルに出場したが、中澤マイケルに対するくるくるリボンが失敗し、敗退（直後、中澤は大ブーイングを受ける）。
- 8月29日・30日戸田競艇場大会、ヒールメイクをしたさくらえみ・星ハム子を相手に2日連続でメインを務め、2日共くるくるリボンでさくらを仕留めて勝利（パートナーは29日が藤本つかさ、30日が聖菜）。
- 10月24日、さくらえみの持つICE×60王座に初挑戦。敗れるも、当日ベストバウトの呼び声高い闘いを見せた。
- 11月14日、都宮ちいとタッグチーム「ミニチュアダックス」を結成。
- 11月28日、新設されたトライアングルリボン王座の初代王者決定戦3WAY戦（vs藤本つかさvs高橋奈苗）に勝利し、シングル初タイトルを獲得。

### 2010年
- 1月23日、抗争中の松本都に唆され、都宮と共に団体初のハードコアマッチに挑戦（vs松本都・高橋奈苗）。凶器こそパイプ椅子・拡声器・プラスチック製ハンガー・ハリセンといった物ばかりで、流血もなかったが、試合後の座談会で、「パイプ椅子を持って鏡の前に立ったら絵になった」と発言、シングルでの挑戦も希望した。
- 3月28日、風香祭Final、17人参加ロイヤルランブルに出場、鈴木みのる・FUJITA（藤田ミノル）をオーバー・ザ・トップロープで同時に撃破し、優勝。
- 4月3日、松本都の持つICE×60王座に挑戦し勝利。第7代王者となった。これにより、アイスリボン制定のタイトル全てを獲得。また試合後、次期挑戦者にさくらえみを指名し、5月3日後楽園大会メインでの実施を要求、承諾される。
- 5月3日、後楽園大会メインでさくらえみを相手にICE×60王座防衛戦。日本格闘技史上最年少となる12歳10か月で後楽園メインイベンターを務めた。試合はラ・マヒストラルで敗れ王座陥落。
- 6月13日、DDT後楽園大会「ベストオブスーパーどインディー」にミスター6号と組んで参加、最終戦で飯伏幸太・ケニー・オメガ組をオーバーザトップロープで破り優勝する。また、この時ケニーと意気投合しミスター6号とでタッグを組み、当時日本海6人タッグ選手権王者だったマッスル坂井組を下して王座を奪取、DDT「両国ピーターパン2010 〜夏休み ああ夏休み 夏休み〜」での6人タッグ3冠戦への参戦が決定する。
- 7月25日、DDT「両国ピーターパン2010 〜夏休み ああ夏休み 夏休み〜」にて、UWA・自由が丘広小路会認定・日本海認定の6人タッグ3冠統一戦に勝利し6人タッグ3冠王者となった。
  - ただしケニー・オメガは、同大会での飯伏幸太vs丸藤正道戦中止に伴うカード変更により、日本海認定王座を大日本プロレス・グレート小鹿に譲渡している。
- 9月23日、後楽園ホール大会にて、葛西純・"黒天使"沼澤邪鬼（045邪猿気違's）・松本都組を相手に6人タッグ3冠王座防衛戦を戦い、勝利。
- りほに酷似した覆面レスラーの「ブラックチェリー」がチェリーと抗争を展開する（後にみなみ飛香似の覆面レスラーも加わり、ブラックチェリー1号・2号となる）が、10月3日ユニオンプロレス新宿FACE大会でのチェリー・さくら組戦を経て一旦和解。
- 11月13日、イサミレッスル武闘館大会にて志田光と組み、さくらえみ・高橋奈苗組の持つインターナショナル・リボンタッグ王座に挑戦するも敗退。
- 11月20日、イサミレッスル武闘館大会、高橋奈苗とデビュー戦以来約4年半振りとなるシングルマッチを戦う。

### 2011年
- 1月3日、ユニオンプロレス後楽園ホール大会、さくらえみ似の3号を加えたブラックチェリー軍が再びチェリーらと対戦。
- 1月4日、新木場1stRING大会「新春リボン」にてみなみ飛香と組み、志田光・藤本つかさ組の持つインターナショナル・リボンタッグ王座に挑戦するも敗退。
- 1月30日、女子キックボクシング大会J-Girls新宿FACE大会において、アイスリボン提供試合に出場。
- 2月6日、今池ガスホール大会「名古屋リボン」にて真琴と組みタッグトーナメントに出場。決勝で志田光・藤本つかさのタッグ王座に挑戦するも敗退。
- 2月11日、KAIENTAI DOJOとの合同興行「K-RIBBON」にて梶トマトと組み、稲松三郎・松本都組と対戦し勝利。
- 4月16日、アイスリボン・大阪リボンにて、つくしと組んでさくらえみ＆Rayが持つインターナショナル・リボンタッグ王座に挑戦するが敗れた。
- 8月7日、アイスリボン道場大会、試合は無かったものの座談会に登場し、真琴のSMASH移籍に疑問を投げかけるマイクパフォーマンスを行う[2]。
- 8月11日、SMASH後楽園ホール大会、試合前に行われた真琴の移籍会見に乱入し、TAJIRIを襲撃。アイスリボン後楽園ホール大会でのシングルマッチが決定。
- 8月21日、後楽園ホール大会「不思議の国のアイス2011」にてTAJIRIと対戦し、敗戦。
- 12月25日、後楽園ホール大会で、姉の聖菜の引退試合の相手を務める。

### 2012年
- 5月24日、WNC旗揚げ戦に紫雷美央の代役として参戦。真琴とタッグを組み、華名&朱里と対戦。しかし、真琴がカナロックでタップアウト。
- 6月16日、Teens6にて高橋奈苗と約1年半ぶりとなるシングル。
- 9月1日、道場マッチで藤本つかさとのシングル後、23日の後楽園大会後の退団を表明[3]。
- 9月23日、後楽園大会にてアイスリボン所属ラストマッチとして希月あおいと対戦して敗れる。試合後、さくらえみがタイで旗揚げした我闘雲舞への移籍を発表。我闘雲舞の2人目の所属女子選手となる[4]。ただし、高校受験のため当面はタイに渡らず、ジャパンツアーに参戦する予定。
- 10月7日、我闘雲舞移籍後初試合。さくらと2年5ヶ月ぶりにシングルで対戦して引き分けた。試合終了後の座談会で11月4日の板橋大会のメインでさくらとの対戦が決定した[5]。
- 10月10日、市ヶ谷。○マサ高梨（10分52秒、エビ固め）りほ
- 10月13日、市ヶ谷。○りほ＆ベアー福田（7分52秒、片エビ固め）米山香織＆大家健×
- 10月14日、市ヶ谷。○趙雲子龍＆りほ（10分53秒、片エビ固め）マサ高梨＆さくらえみ×
- 10月29日、市ヶ谷。スクランブルバンクハウスパンプキンデスマッチ ○さくらえみ＆マサ高梨（12分7秒、ラ・マヒストラル）米山香織＆りほ×
- 11月4日、我闘雲舞板橋大会よりリングネームを「里歩」に改名[6]。
- 11月14日、市ヶ谷。○中森華子＆マサ高梨（13分41秒、路上）彰人＆里歩×
- 11月30日、市ヶ谷。○米山香織＆さくらえみ＆マサ高梨（13分20秒、エビ固め）松本浩代＆中森華子＆里歩×
- 12月1日、市ヶ谷。○米山香織（5分23秒、エビ固め）里歩×
- 12月2日、市ヶ谷。○CHANGO＆米山香織＆中森華子（13分19秒、ジャングルクロス）里歩＆田村和宏＆山田太郎×
- 12月20日、板橋大会でケイ・リー・レイ（プロレスリングEVE）とタッグを組んで米山香織&ヘイリー・ヘイトレッド組と対戦して勝利。
- 12月23日、市ヶ谷。○さくらえみ＆米山香織（10分27秒、ラ・マヒストラル）ケイ・リー・レイ＆里歩
- 12月29日、市ヶ谷。○里歩＆モーリー（12分9秒、エビ固め）松本浩代＆さくらえみ×
- 12月30日、市ヶ谷。○松本浩代（5分10秒、首固め）里歩× ※もうひとりはマサ高梨
- 12月31日、市ヶ谷。○ケイ・リー・レイ＆里歩（11分42秒、スコティッシュ・ノーザンライト・スープレックス・ホールド）松本浩代＆趙雲子龍×

### 2013年
- 1月6日、板橋大会でアイスリボンを退団した帯広さやか（パートナーは米山）と対戦し、パートナーのさくらが米山にフォールを取られて敗れた[7]
- 1月25日、市ヶ谷。○マサ高梨＆里歩（14分17秒、エビ固め）趙雲子龍＆帯広さやか×
- 1月27日、市ヶ谷。○松本浩代＆里歩（9分30秒、外道クラッチ）さくらえみ＆帯広さやか×
- 2月9日、板橋グリーンホール1階大会（マットを使用）で、ケニー・オメガとタッグを組んで米山&マサ高梨組と対戦して勝利[8]。この大会後、高校受験のため、休業に入った。3月2日に復帰。
- 3月2日、市ヶ谷。○さくらえみ＆松本浩代（10分35秒、ラ・マヒストラル）円華＆里歩×
- 3月9日、市ヶ谷。○里歩＆マサ高梨（13分32秒、エビ固め）松本浩代＆趙雲子龍×
- 3月15日、板橋グリーンホール1階大会で、新入団の「ことり」と初対戦。ノーザン・ライト・スープレックス・ホールドで勝利[9]。
- 3月17日、市ヶ谷。○里歩＆アントーニオ本多（14分19秒、エビ固め）さくらえみ＆帯広さやか×
- 3月20日、市ヶ谷。○里歩＆さくらえみ（13分22秒、片エビ固め）帯広さやか＆「ことり」×
- 3月23日、愛知・スポルティーバアリーナ大会で初の名古屋遠征参戦となり、「ことり」とタッグを組んでさくら&高梨組と対戦するも敗れた[10]。
- 3月31日、市ヶ谷。○里歩＆「ことり」（13分38秒、中学生クラッチ）米山香織＆さくらえみ×
- 4月6日、市ヶ谷。○アントーニオ本多（8分22秒、体固め）里歩×
- 4月13日、板橋大会のメインで高橋奈苗と再戦してダイビング・ボディープレスで敗れた[11]。大会終了後の握手会は体調不良により欠席[12]。
- 4月19日、市ヶ谷。○里歩＆松本浩代（6分57秒、片エビ固め）米山香織＆帯広さやか×
- 4月27日、市ヶ谷。○米山香織＆さくらえみ（10分36秒、回転エビ固め）里歩＆「ことり」×
- 4月29日、市ヶ谷。○里歩＆さくらえみ（12分54秒、片エビ固め）マサ高梨＆帯広さやか×
- 5月4日、板橋大会で行われた1DAYミックスドタッグトーナメントにマイル・ウォーカーズ（パートナーはアントーニオ本多）として出場。決勝でサンデー・小佐ポンズ（さくら&佐藤光留組）を破って優勝した[13]。
- 5月6日、市ヶ谷。○チェリー＆趙雲子龍（9分15秒、回転エビ固め）里歩＆「ことり」×
- 5月11日、市ヶ谷。○松本浩代＆趙雲子龍＆米山香織（12分15秒、片エビ固め）マリーンズマスク＆里歩＆帯広さやか×
- 5月25日、市ヶ谷。○マサ高梨（12分51秒、変形シャープシューター）里歩×
- 6月1日、新宿FACE。IWAジャパン　新宿FACE大会。　○米山香織、帯広さやか×里歩、「ことり」×
- 6月2日、市ヶ谷。○田村和宏（5分16秒、腕ひしぎ逆十字固め）里歩×
- 6月5日、板橋。○栗原あゆみ＆田村和宏(13分31秒、片エビ固め)アントーニオ本多＆里歩×
- 6月9日、市ヶ谷。△里歩（7分44秒、両者リングアウト）DJニラ△
- 6月23日、市ヶ谷。○マサ高梨＆米山香織（10分40秒、グランド・コブラツイスト）里歩＆「ことり」×
- 6月29日、市ヶ谷。○さくらえみ＆マサ高梨（9分55秒、シュークリーム）里歩＆「ことり」×
- 7月6日、市ヶ谷。○里歩＆松本浩代（11分38秒、ノーザンライト・スープレックス・ホールド）さくらえみ＆「ことり」×
- 7月15日、板橋。○里歩（6分00秒、エビ固め）「ことり」×
- 7月17日、市ヶ谷。○栗原あゆみ＆里歩（10分22秒、片エビ固め）「ことり」＆帯広さやか×
- 7月21日、市ヶ谷。○さくらえみ＆マサ高梨（12分55秒、ラ・マヒストラル）松本浩代＆里歩×
- 7月27日、市ヶ谷。○里歩＆モーリー＆中森華子（11分54秒、片エビ固め）さくらえみ＆松本浩代＆帯広さやか×
- 8月3日、市ヶ谷。○里歩＆趙雲子龍（12分19秒、エビ固め）田村和宏＆「ことり」×
- 8月9日、市ヶ谷。○さくらえみ＆E.K.バギー（13分37秒、ラ・マヒストラル）里歩＆P-Nutz×
- 8月10日、板橋。○松本浩代（11分48秒、片エビ固め）里歩×
- 8月11日、市ヶ谷。○ポリアンナ＆マサ高梨（9分11秒、片エビ固め）里歩＆「ことり」×
- 8月14日、市ヶ谷。『真夏の特別興行！　ゆかた祭り＆ガトヌンクライマックス2013』　　○帯広さやか＆さくらえみ（9分58秒、バース）里歩＆「ことり」＆ポリアンナ×
- 8月25日、市ヶ谷。○里歩（6分49秒、体固め）帯広さやか× ※もう一人はマサ高梨。
- 8月28日、大阪・道頓堀アリーナ。○里歩＆松本浩代（10分48秒、エビ固め）さくらえみ＆帯広さやか×

　 ◆13選手参加大阪スペシャルバトルロイヤル参加
　　 ○里歩（11分52秒、エビ固め）さくらえみ×
- 8月31日、板橋。『戦国デスマッチ　～板橋の戦い～』タッグマッチ 20分一本勝負 ○里歩姫＆政宗（11分56秒、草舞桃⇒片エビ固め）高梨某＆お「こと」×
- 9月8日、市ヶ谷。○里歩（7分24秒、エビ固め）「ことり」×
- 9月16日、横須賀。YMZ横須賀ロデオスタイル　○木高イサミ、里歩×趙雲子龍、チェリー×
- 9月20日、市ヶ谷。○米山香織＆円華＆マサ高梨（9分55秒、タイ式後方回転エビ固め）松本浩代＆里歩＆「ことり」×
- 9月21日、名古屋。○里歩（6分30秒、エビ固め）「ことり」×

　◆ 全選手参加・名古屋名物しゃちほこバトルロイヤル
　　 ○里歩（8分25秒、しゃちほこ）さくらえみ×
- 9月29日、蕨。○ナカモ・リー＆趙雲子龍（12分19秒、路上）高梨某＆里歩姫×
- 10月5日、市ヶ谷。△高橋奈苗＆さくらえみ（時間切れ引き分け）里歩＆「ことり」△
- 10月10日、新木場。○さくらえみ＆米山香織（13分16秒、ラ・マヒストラル）里歩＆ブルー・ロータス×
- 10月12日、市ヶ谷。○さくらえみ＆帯広さやか＆米山香織（12分52秒、片エビ固め）里歩＆「ことり」＆ブルー・ロータス×
- 10月20日、市ヶ谷。『若手軍vs重鎮軍4vs4勝ち抜き戦』

　　 ○里歩<若手軍4人目>（7分23秒、片エビ固め）さくらえみ<重鎮軍3人目>×
　　 ○米山香織<重鎮軍4人目>（3分48秒、片エビ固め）里歩<若手軍4人目>×
- 10月26日、市ヶ谷。○里歩＆「ことり」（12分42秒、エビ固め）山田太郎＆さくらえみ×
- 11月3日、昼。『カワ・コントラ・カワ・コントラ・カワ』 ▲さくらえみ＆マサ高梨（10分24秒、無効試合）円華＆里歩▲
- 11月3日、夜。○円華＆米山香織（9分1秒、羽根折り固め）里歩＆ワンチューロ×
- 11月8日、市ヶ谷。△さくらえみ＆米山香織（時間切れ引き分け）里歩＆飯田美花△　　青函トンネル
- 11月16日、新宿。IWAジャパン 新宿FACE大会　○里歩、「ことり」、米山香織×マサ高梨、帯広さやか、デスワーム（♀）×
- 11月17日、市ヶ谷。△さくらえみ＆マサ高梨（時間切れ引き分け）里歩＆「ことり」△
- 11月30日、王子。HEAT UP 王子大会。　○里歩＆「ことり」＆南野タケシ（17分28秒、中学生クラッチ）米山香織＆マサ高梨＆さくらえみ×
- 12月8日、市ヶ谷。○アントーニオ本多＆里歩＆帯広さやか（13分19秒、卍固め）マサ高梨＆「ことり」＆さくらえみ×
- 12月14日、市ヶ谷。△里歩＆松本浩代（時間切れ引き分け）米山香織＆「ことり」△
- 12月23日、所沢。WRESTLR-1 所沢大会　○里歩×さくらえみ
- 12月27日、市ヶ谷。○里歩（7分35秒、エビ固め）「ことり」×
- 12月29日、市ヶ谷。○里歩（6分39秒、体固め）帯広さやか×
- 12月30日、市ヶ谷。○里歩＆マサ高梨（6分33秒、エビ固め）円華＆サワディー仮面×
- 12月31日、市ヶ谷。○里歩＆帯広さやか（8分47秒、片エビ固め）さくらえみ＆「ことり」×

### 2014年
- 1月4日、板橋。『ガトムー選抜、新春お年玉シングルマッチ』シングルマッチ 10分一本勝負　△里歩（時間切れ引き分け）Sareee△
- 1月11日、市ヶ谷。○里歩＆松本浩代（12分51秒、片エビ固め）米山香織＆さくらえみ×
- 1月13日、市ヶ谷。○米山香織＆円華（11分58秒、後方回転エビ固め）松本浩代＆里歩×
- 1月19日、市ヶ谷。○さくらえみ＆マサ高梨（11分24秒、ラ・マヒストラル）「ことり」＆里歩×
- 1月25日、市ヶ谷。○趙雲子龍＆里歩（11分58秒、チャイニーズ・レッグロールクラッチホールド）マサ高梨＆帯広さやか×
- 2月7日、板橋。○松本浩代＆米山香織（8分29秒、片エビ固め）Sareee＆里歩×
- 2月9日、市ヶ谷。○さくらえみ＆里歩（10分24秒、片エビ固め）SAKI＆MIZUKI×
- 2月11日、「ANNA☆Sのあこがれの２クール」にさくらえみ、里歩、帯広さやかの３人で出演（公開生放送）
- 2月14日、四谷。全力食堂にて参加者へ料理を振る舞う。
- 2月16日、大塚。ブリリアントリング２　※アイドルグループ　ガトームーブとして参加。
- 2月23日、市ヶ谷。○円華＆里歩（7分58秒、片エビ固め）マサ高梨＆さくらえみ×
- 3月1日、市ヶ谷。○さくらえみ＆中森華子（14分57秒、片エビ固め）里歩＆MIZUKI×
- 3月8日、市ヶ谷。○帯広さやか＆里歩＆「ことり」（9分35秒、バース）さくらえみ×
- 3月9日、市ヶ谷。○里歩＆梶トマト（11分1秒、片エビ固め）サワディー仮面＆「ことり」×
- 3月16日、大塚。ブリリアントリング.3　※アイドルグループ　ガトームーブとして参加。
- 3月21日、市ヶ谷。○さくらえみ＆里歩（13分30秒、ラ・マヒストラル）円華＆「ことり」×
- 3月30日、市ヶ谷。○「ことり」＆帯広さやか（9分31秒、バードリッジ）里歩＆さくらえみ×
- 4月2日、大阪・ナスキーホール。○さくらえみ＆米山香織（13分3秒、ラ・マヒストラル）里歩＆ブルーロータス×
- 4月4日、名古屋。○さくらえみ＆マサ高梨＆帯広さやか（11分19秒、ラ・マヒストラル）里歩＆ペパーミント＆ブルーロータス×
- 4月5日、市ヶ谷。○里歩（5分9秒、エビ固め）ブルーロータス×
- 4月6日、北沢。○SAKI＆MIZUKI（9分52秒、片エビ固め）里歩＆「ことり」×
- 4月9日、市ヶ谷。ソンクラン・バトルロイヤルに参戦。
- 4月10日、タイメンバー帰国送別会に制服姿で参加。
- 4月19日、大塚。『ブリリアントリング.4』　　○里歩＆さくらえみ（11分29秒、エビ固め）SAKI＆MIZUKI×
- 4月20日、市ヶ谷。○里歩＆田村和宏＆「ことり」（12分28秒、エビ固め）米山香織＆円華＆初日の出仮面×
- 4月26日、王子。HEAT UP 王子大会。マサ高梨＆△さくらえみ（15分30秒 ダブルフォール）諸橋晴也＆△さくらえみ♪
- 4月27日、市ヶ谷。○「ことり」＆里歩＆アントーニオ本多（14分01秒、バードリッジ）さくらえみ＆ワンチューロ＆帯広さやか×
- 4月29日、板橋。△里歩（時間切れ引き分け）飯田美花△
- 5月3日、板橋。『ゴーゴー！グリーンカレーコップンカップ2014』 △里歩＆佐藤光留（時間切れ引き分け）中森華子＆田村和宏△　※規定によりじゃんけんで決着。準決勝進出 ○米山香織＆円華（6分48秒、回転エビ固め）佐藤光留＆里歩×
- 5月5日、市ヶ谷。○松本浩代＆里歩（10分20秒、片エビ固め）さくらえみ＆「ことり」×
- 5月6日、大塚。ブリリアントリング.5　※アイドルグループ　ガトームーブとして参加。
- 5月19日、市ヶ谷。○マサ高梨（8分56秒、キドクラッチ）里歩×
- 5月23日、市ヶ谷。○米山香織＆里歩（7分22秒、ダブルリストアームサルト）SAKI＆MIZUKI×　ワンチューロラストマッチとなった今大会。送別の「ガンバレ！2013」の歌の最中涙を見せる。
- 5月31日、市ヶ谷。○米山香織＆円華（12分31秒、合体式回転エビ固め）アントーニオ本多＆里歩×
- 6月15日、市ヶ谷。○帯広さやか＆さくらえみ＆里歩（14分2秒、バース）大鷲透＆「ことり」＆北沢ふきん×
- 6月22日、市ヶ谷。○チェリー＆里歩（9分38秒、春夜恋）SAKI＆MIZUKI×  GENTARO
- 6月28日、大塚。○里歩＆「ことり」（11分45秒、エビ固め）SAKI＆ MIZUKI×
- 7月5日、市ヶ谷。△さくらえみ＆マサ高梨（時間切れ引き分け）里歩＆「ことり」△
- 7月9日、市ヶ谷。○里歩＆「ことり」＆松本浩代（10分58秒、体固め）米山香織＆帯広さやか＆さくらえみ×
- 7月20日、板橋。○高橋奈苗＆さくらえみ（18分55秒、片エビ固め）里歩＆「ことり」×
- 7月26日、大塚。○米山香織＆梶トマト（9分36秒、回転エビ固め）里歩＆「ことり」×
- 7月27日、大塚。ブリリアントリング.7  ○SAKI＆MIZUKI ×里歩、「ことり」
- 8月3日、名古屋。○里歩＆ミスター6号（12分2秒、エビ固め）マサ高梨＆さくらえみ×

　 ◆10選手参加しゃちほこバトルロイヤルに参戦
　　 ○里歩（9分27秒、エビ固め）小仲＝ペールワン×
- 8月7日、市ヶ谷。○里歩＆「ことり」（9分30秒、エビ固め）SAKI＆MIZUKI×
- 8月8日、市ヶ谷。○さくらえみ＆北沢ふきん（10分25秒、ラ・マヒストラル）「ことり」＆里歩×
- 8月9日、市ヶ谷。△里歩（時間切れ引き分け）豊田真奈美△　※規定により里歩が準決勝進出

　　 ○里歩（2分57秒、オーバー・ザ・窓枠）チェリー×
　　 ○里歩（5分30秒、片エビ固め）さくらえみ×　優勝賞金として300バーツを獲得。初のタイ遠征が決定。
- 8月11日、市ヶ谷。○米山香織＆円華（10分35秒、エビ固め）里歩＆高梨マサ子×
- 8月12日、市ヶ谷大会で真琴と2年ぶりにタッグを組む。さくらえみ&「ことり」と対戦し、そうまとうで「ことり」から勝利[14]
- 8月13日、市ヶ谷。○里歩＆「ことり」（11分11秒、エビ固め）さくらえみ＆帯広さやか×
- 8月20日、初のタイ遠征。現地の女子選手ブルーロータスと組み、さくらえみ&ペパーミントと対戦、ペパーミントからそうまとうで勝利[15]。
- 8月22日、タイ・ナコンパトム・ライトマイファイヤー。○里歩＆ケンちゃん（9分44秒、エビ固め）ゴーレムタイ＆さくらえみ×
- 8月27日、市ヶ谷。里歩タイ遠征凱旋特別興行　～終わらない夏祭り～』○里歩＆DJニラ（9分10秒、片エビ固め）マサ高梨＆さくらえみ×
- 9月6日、市ヶ谷。○「ことり」＆里歩＆帯広さやか（10分3秒、バードリッジ）チェリー＆SAKI＆MIZUKI×
- 9月7日、群馬県・スマーク伊勢崎１階はるなプラザ。○里歩＆「ことり」（14分7秒、エビ固め）帯広さやか＆さくらえみ×
- 9月20日、板橋。○里歩＆HARASHIMA（13分21秒、エビ固め）円華＆米山香織×
- 9月23日、市ヶ谷。軍団抗争～我闘雲舞軍vsYMZ軍４vs４勝ち抜き戦』シングルマッチ 10分一本勝負　○里歩<我闘雲舞>（0分11秒、足折り固め）帯広さやか<YMZ>×
- 9月28日、市ヶ谷。○くいしんぼう仮面＆里歩（11分25秒、スクールボーイ）アントーニオ本多＆帯広さやか×
- 10月4日、市ヶ谷。○里歩＆帯広さやか（10分15秒、片エビ固め）マサ高梨＆「ことり」×
- 10月10日、両国。LLPW-X 両国大会。○SAKI、MIZUKI ×里歩、「ことり」×
- 10月12日、市ヶ谷。○「ことり」＆里歩＆帯広さやか（12分26秒、バードリッジ）米山香織＆円華＆初日の出仮面×
- 10月19日、市ヶ谷。△里歩（時間切れ引き分け）趙雲子龍△
- 10月21日、市ヶ谷。『プロレスキャノンボール特別興行』　　○里歩＆さくらえみ（10分21秒、エビ固め）赤井沙希＆マサ高梨×
- 10月26日、市ヶ谷。○さくらえみ＆SAKI＆MIZUKI（11分55秒、エビ固め）里歩＆「ことり」＆北沢ふきん×

　 ◆時間差式ハロウィン仮装バトルロイヤルに参戦
- 11月2日、板橋大会にてさくらえみの持つIWA三冠統一ベルトに挑戦し、そうまとうでさくらから勝利し王座戴冠。
- 11月3日、Twitter開始。
- 11月8日、大塚。○里歩＆「ことり」（9分42秒、エビ固め）小仲=ペールワン＆帯広さやか×
- 11月9日、逗子。WRESTLR-1 田中稔デビュー20周年記念FINAL～第1回逗子商店街プロレス～  △里歩（10分00秒 時間切れ引き分け）米山香織△
- 11月15日、大塚。○チェリー（5分15秒、春夜恋）MIZUKI×　※もう一人は里歩
- 11月17日、新宿FACE。「木高イサミのプロレス　新宿地上最大武道会」。

　　 ○里歩（そうまとう）チェリー
　　 ○里歩（リングアウト）宮本裕向
　　 ○小高イサミ（丸め込み）里歩
- 11月24日、市ヶ谷。○「ことり」＆さくらえみ（12分04秒、バードリッジ）里歩＆帯広さやか×
- 11月30日、市ヶ谷。○さくらえみ＆マサ高梨＆帯広さやか（12分20秒、ラ・マヒストラル）SAKI＆MIZUKI＆里歩×
- 12月6日、市ヶ谷。○里歩＆MIZUKI（10分8秒、ジャックナイフ式エビ固め）マサ高梨＆さくらえみ×
- 12月7日、高崎。群馬県高崎市で商工会青年部が主催する『グルメグランプリ』にアイドルグループ　ガトームーブとして参加。
- 12月14日、大塚。△里歩（時間切れ引き分け）帯広さやか△

　　 ○「ことり」＆米山香織＆帯広さやか（10分40秒、回転エビ固め）里歩＆北沢ふきん＆さくらえみ×
- 12月日、渋谷。オトカルランド Round .01　※アイドルグループ　ガトームーブとして参加。
- 12月17日、新宿FACE。ユニオン 新宿FACE大会。○チェリー、レディビアード（丸め込み）里歩、帯広さやか×
- 12月20日、大塚。LLPWーX主催【2014年忘れ大忘年会！！プロレスもやっちゃいます♡】に参加。○さくらえみ、SAKI×里歩、MIZUKI
- 12月23日、市ヶ谷。○さくらえみ＆マサ高梨＆「ことり」（11分28秒、ラ・マヒストラル）大鷲透＆里歩＆MIZUKI×
- 12月27日、板橋グリーンホール大会にて、前王者さくらえみを相手にIWA三冠統一王座防衛戦。15分25秒、そうまとうで勝利し初防衛に成功。
- 12月28日、高田馬場・清水クリエイティブスタジオ。ガトーミュージック  vcl 1　※アイドルグループ　ガトームーブとして参加。
- 12月30日、市ヶ谷。○MIZUKI＆里歩（10分33秒、エビ固め）SAKI＆「ことり」×
- 12月31日、市ヶ谷。○米山香織＆里歩＆「ことり」（9分13秒、米-ZOU）北沢ふきん＆帯広さやか＆さくらえみ×

### 2015年
- 1月3日、市ヶ谷。○里歩＆MIZUKI＆梶トマト（12分26秒、エビ固め）さくらえみ＆マサ高梨＆帯広さやか×
- 1月4日、市ヶ谷。○「ことり」＆里歩＆マサ高梨（12分55秒、バードリッジ）さくらえみ＆SAKI＆MIZUKI×
- 1月12日、北千住。○里歩＆梶トマト（10分34秒、片エビ固め）チェリー＆サワディー仮面×
- 1月17日、大塚。LLPWーX主催2015年新年会＆ブリバト♡MIZUKI成人式イベントに参加。
- 1月18日、大塚。○さくらえみ＆米山香織（13分20秒、片エビ固め）里歩＆MIZUKI×
- 1月24日、横浜ラジアントホール。ユニオン　「雪ニモマケズユニオン2015」　里歩、○レディビアード（7分1秒　春夜恋を切り返して→片エビ固め）さくらえみ、チェリー×
- 1月25日、市ヶ谷。○里歩（5分27秒、片エビ固め）北沢ふきん×
- 1月31日、高田馬場・清水クリエイティブスタジオ。ガトーミュージック　vol2　※アイドルグループ　ガトームーブとして参加。
- 2月1日、市ヶ谷。○MIZUKI＆SAKI＆円華（13分5秒、回転足折り固め）田村和宏＆「ことり」＆里歩×
- 2月7日、大塚。△里歩＆「ことり」＆真琴（時間切れ引き分け）MIZUKI＆SAKI＆さくらえみ△
- 2月8日、高田馬場・清水クリエイティブスタジオ。ガトーミュージック　vol3　※アイドルグループ　ガトームーブとして参加。
- 2月11日、市ヶ谷。△里歩＆「ことり」＆中森華子（時間切れ引き分け）マサ高梨＆趙雲子龍＆さくらえみ△
- 2月13日、アキバエンタメステージ。brilliantナイトvol.9　※アイドルグループ　ガトームーブとして参加。
- 2月14日、市ヶ谷。入場無料イベント『チェキチェキバレンタイン』
- 2月22日、板橋。○里歩＆「ことり」（12分29秒、片エビ固め）SAKI＆MIZUKI×
- 2月27日、大塚ハーツ。Shining STAR vol.85　※アイドルグループ　ガトームーブとして参加。
- 2月28日、新宿FACE。東京女子プロレス『シンジュクダッシュ』　※アイドルグループ　ガトームーブとして参加。
- 3月1日、市ヶ谷。○里歩＆趙雲子龍（8分52秒、エビ固め）小仲＝ペールワン＆帯広さやか×
- 3月8日、高田馬場・清水クリエイティブスタジオ。ガトーミュージック　vol4　※アイドルグループ　ガトームーブとして参加。
- 3月13日、アキバエンタメステージ。brilliantナイトvol.13　※アイドルグループ　ガトームーブとして参加。
- 3月15日、市ヶ谷。○さくらえみ＆里歩＆福田洋（14分1秒、エビ固め）円華＆SAKI＆MIZUKI×
- 3月20日、新宿MARZ。夏の魔物　～DPGハウスショー12～　※アイドルグループ　ガトームーブとして参加。
- 3月25日、後楽園。REINA 後楽園ホール大会。○里歩、さくらえみ（12分59秒そうまとう→片エビ固め）真琴、日向小陽×
- 3月26日、新木場。『IWA三冠統一選手権』シングルマッチ 20分一本勝負　* ○里歩（12分24秒、エビ固め）真琴×　※第6代王者が2度目の防衛に成功。
- 3月28日、名古屋。○SAKI＆MIZUKI（11分6秒、片エビ固め）里歩＆「ことり」×

　 ◆名古屋名物しゃちほこバトルロイヤル（全9選手参加）
- 3月29日、市ヶ谷。○円華＆SAKI＆MIZUKI（10分20秒、ジャックナイフ固め）マサ高梨＆里歩＆帯広さやか×
- 4月3日、赤坂グラフィティ。Shining STAR vol.86　※アイドルグループ　ガトームーブとして参加。
- 4月4日、市ヶ谷。○「ことり」＆アントーニオ本多＆田村和宏（13分43秒、バードリッジ）円華＆里歩＆MIZUKI×
- 4月11日、大塚。○里歩＆帯広さやか＆「ことり」（11分20秒、エビ固め）米山香織＆円華＆MIZUKI×
- 4月19日、ビナウォーク。○里歩（片エビ固め）MIZUKI　※そうまとう
- 4月23日、北千住。ガールズThursday／POP'N KISSの週!　　里歩、帯広さやか（ガトームーブ）
- 4月25日、王子。HEAT UP 王子大会。　さくらえみ♪＆○渡辺宏志（10分37秒 横入り式エビ固め）●PSYCHO＆無宿の「青虎」
- 4月26日、市ヶ谷（昼）。○里歩＆「ことり」＆バッファロー（14分4秒、片エビ固め）円華＆チェリー＆初日の出仮面×
- 4月26日、市ヶ谷（夜）。○里歩（4分57秒、片エビ固め）初日の出仮面×
- 4月29日、市ヶ谷。『MAKE@IKUSA』発売記念スペシャルイベント
- 5月2日、板橋。『ゴーゴー！グリーンカレーコップンカップ2015』

　　 ○木高イサミ＆里歩（7分31秒、片エビ固め）真琴＆趙雲子龍×
　　 ○MIZUKI＆円華（19分22秒、アクアマリン）木高イサミ＆里歩×
- 5月3日、市ヶ谷。『春のチェキチェキ会』
- 5月4日、新宿レッドノーズ 。夏の魔物プレイベント～3WAYダンス～　※アイドルグループ　ガトームーブとして参加。
- 5月5日、大塚。△里歩（時間切れ引き分け）佐藤光留△
- 5月日、市ヶ谷。プチガトーミュージック
- 5月6日、市ヶ谷。○米山香織＆真琴（12分7秒、後方回転エビ固め）里歩＆帯広さやか×
- 5月16日、新百合ヶ丘。HEAT UP 新百合ヶ丘大会。豊田真奈美＆○里歩＆「ことり」（13分16秒 エビ固め）米山香織＆チェリー＆●帯広さやか　※そうまとう

　 足首を負傷。長期欠場へ。
- 5月31日、市ヶ谷。大会は欠場中。サプライズのバースデーケーキが贈られる。
- 6月13日、市ヶ谷。○MIZUKI＆円華（11分51秒、キューティースペシャル）「ことり」＆里歩×　　一ヶ月ぶりの復帰戦
- 6月14日、高崎。WRESTLE-1 高崎大会。○「ことり」、真琴（11分5秒モーニングスター）里歩、さくらえみ×
- 6月21日、板橋。○里歩（11分19秒、エビ固め）MIZUKI×　※第6代王者が3度目の防衛に成功。
- 7月5日、市ヶ谷。○里歩（6分42秒、片エビ固め）帯広さやか×
- 7月12日、市ヶ谷。○SAKI＆MIZUKI（14分50秒、片エビ固め）里歩＆帯広さやか×
- 7月19日、市ヶ谷。△里歩＆MIZUKI＆マサ高梨（時間切れ引き分け）アントーニオ本多＆SAKI＆「ことり」△
- 7月20日、市ヶ谷。○「ことり」＆マサ高梨（10分2秒、バードリッジ）さくらえみ＆里歩×
- 7月20日、渋谷REX。『夏本番！マリンの日！REXスパーライブ！ 』　※アイドルグループ　ガトームーブとして参加。
- 7月25日、市ヶ谷。○里歩＆帯広さやか（12分16秒、片エビ固め）さくらえみ＆「ことり」×
- 8月3日、市ヶ谷。 ハマキヨ のヒアタルシアタル　ゲスト …　さくらえみ、里歩
- 8月5日、大塚Hearts。『Infinite possibility vol.88』　※アイドルグループ　ガトームーブとして参加。
- 8月5日、サムライTV。『速報！バトル☆メン』に、里歩、さくらえみ、帯広さやかの３名がゲスト出演
- 8月6日、ニコプロに出演。三冠戦公開調印式を行う。
- 8月7日、新木場。DDT ビアガーデンプロレス。○「ことり」、さくらえみ（モーニングスター）里歩、高梨マサ子×
- 8月9日、大阪・港区民センター。 『さくらえみデビュー20周年記念試合』６人タッグマッチ 20分一本勝負 ○さくらえみ＆「ことり」＆真琴（17分37秒、ラ・マヒストラル）里歩＆SAKI＆MIZUKI×
- 8月10日、市ヶ谷。タイフィスティバルIN市ヶ谷に私服姿で登場。
- 8月13日、初の後楽園ホール大会。○里歩（9分39秒、エビ固め）「ことり」×　※第６代王者が４度目の防衛に成功。
- 8月15日、市ヶ谷（昼）。○P-Nutz＆ゴーレムタイ＆帯広さやか（8分26秒、片エビ固め）里歩＆ワユ＆フェンリュー×
- 8月15日、市ヶ谷（夜）。○里歩（5分31秒、片エビ固め）ブルーロータス×

　 ◆ 18選手参加・季節外れのソンクラーン・時間差バトルロイヤル
- 8月16日、王子。HEAT UP 王子大会。×さくらえみ＆里歩（4分56秒 ノーコンテスト）×田村和宏＆ウルトラマンロビン
- 8月19日、市ヶ谷。○里歩＆マサ高梨（5分51秒、夏休みクラッチ）米山香織＆初日の出仮面×
- 8月21日、新宿レッドノーズ。『夏の魔物』『ブラックDPG』フリーライブ　※アイドルグループ　ガトームーブとして参加。
- 8月23日、渋谷Glad。「熱闘アイドル甲子園」　※アイドルグループ　ガトームーブとして参加。
- 8月29日、市ヶ谷。夏のチェキチェキ会  聖菜参加
- 9月5日、大塚。○DJニラ＆さくらえみ（13分48秒、エビ固め）「ことり」＆里歩×
- 9月7日、新宿FACE。HEAT UP 新宿FACE大会。さくらえみ＆○里歩＆「ことり」（8分02秒 くるくるリボン）●暗殺宇宙人ザックル星人＆空手マミー＆河童小僧　※もう一組はウルトラマンロビン＆銀河宇宙戦士ソフィア＆ウルトラマンオビン
- 9月20日、市ヶ谷。○里歩（5分13秒、エビ固め）帯広さやか×
- 9月21日、横浜。○DJニラ（13分42秒、ラビオリ）里歩×　※５度目の防衛に失敗。ニラが第７代王者となる。
- 9月26日、HOLIDAY新宿。鬼塚真紀生誕ワンマン前主催イベント。　※アイドルグループ　ガトームーブとして参加。
- 9月27日、市ヶ谷。○SAKI＆MIZUKI＆里歩（12分23秒、体固め）マサ高梨＆さくらえみ＆「ことり」×
- 9月27日、新木場。REINA 真琴プロデュース興行。○朱里、成宮真希、小波 19分00秒（片エビ固め）真琴●、里歩、さくらえみ
- 10月4日、市ヶ谷。○さくらえみ＆マサ高梨（10分13秒、エビ固め）真琴＆里歩×
- 10月7日、新木場。○里歩、大鷲透（19分00秒 片エビ固め)志田光、成宮真希×
- 10月10日、市ヶ谷。○里歩＆マサ高梨（13分39秒、片エビ固め）円華＆MIZUKI×
- 10月12日、市ヶ谷。○MIZUKI＆SAKI（12分58秒、キューティースペシャル）里歩＆「ことり」×
- 10月17日、柿生。HEAT UP Road to 新百合ケ丘特別編～HEAT-UP初参加！禅寺丸柿まつりプロレス～。○里歩＆米山香織（13分28秒 くるくるリボン）●さくらえみ＆「ことり」
- 10月17日、市ヶ谷。○里歩（6分45秒、片エビ固め）サワディー仮面×
- 11月1日、市ヶ谷。一週間遅れのハロウィン仮装マッチ』シングルマッチ 10分一本勝負　○福田洋《アリス》（7分40秒、谷村式グランドコブラツイスト）里歩《アリス》×
- 11月7日、市ヶ谷。○さくらえみ＆チェリー（11分57秒、片エビ固め）里歩＆MIZUKI×
- 11月8日、新百合ヶ丘。HEAT UP 新百合ヶ丘大会。○里歩＆SAKI＆MIZUKI（15分23秒 丸め込み）さくらえみ＆●帯広さやか＆「ことり」
- 11月15日、市ヶ谷。○円華＆里歩（10分50秒、ハイスクールボーイ）チェリー＆「ことり」×
- 11月21日、市ヶ谷。秋のチェキチェキ会
- 11月22日、市ヶ谷。○「ことり」＆さくらえみ（9分46秒、首固め）里歩＆帯広さやか＆DJニラ×
- 11月28日、王子。○里歩＆真琴（9分30秒、エビ固め）松本浩代＆「ことり」×
- 11月29日、市ヶ谷。△里歩＆円華（時間切れ引き分け）さくらえみ＆マサ高梨△
- 12月5日、市ヶ谷。○円華＆「ことり」（13分34秒、スクールボーイwithバードリッジ）さくらえみ＆里歩×
- 12月10日、niconico生放送に出演。12月22日（火）板橋グリーンホール大会の公開記者会見を行う。
- 12月13日、高崎。群馬県高崎市で商工会青年部が主催する『グルメグランプリ』にアイドルグループ　ガトームーブとして参加。
- 12月18日、アキバエンタメステージ。※アイドルグループ　ガトームーブとして参加。
- 12月19日、市ヶ谷。○「ことり」＆田村和宏（10分1秒、バードリッジ）里歩＆DJニラ×
- 12月20日、向ヶ丘遊園。民家園通り商店街クリスマスイベント」（場所はダイエー向ヶ丘店駐輪場広場）にてHEAT-UPと我闘雲舞が提供試合　さくらえみ＆「ことり」vs里歩＆帯広さやか
- 12月22日、板橋。○「ことり」＆志田光（11分26秒、モーニングスター）真琴＆里歩×
- 12月23日、市ヶ谷。○里歩＆真琴（8分40秒、片エビ固め）アントーニオ本多＆帯広さやか×
- 12月27日、市ヶ谷。○久保佑允＆里歩（14分00秒、エビ固め）趙雲子龍＆さくらえみ×
- 12月30日、市ヶ谷。△「ことり」＆里歩（時間切れ引き分け）マサ高梨＆さくらえみ△
- 12月31日、市ヶ谷。○「ことり」＆さくらえみ＆帯広さやか（11分46秒、鳥かご）里歩＆MIZUKI＆SAKI×

### 2016年
- 1月1日、市ヶ谷。○里歩＆パクサー（10分23秒、オクラホマロール）マサ高梨＆さくらえみ×
- 1月9日、大塚。○円華＆里歩＆MIZUKI（11分54秒、エビ固め）マサ高梨＆チェリー＆「ことり」×
- 1月17日、市ヶ谷。○さくらえみ＆チェリー＆サワディー仮面（11分36秒、エビ固め）円華＆帯広さやか＆里歩×
- 1月23日、タイ。みちのくプロレスinジャパンエキスポタイランド2016　セントラルワールドスクエア　○里歩×さくらえみ
- 1月24日、タイ。みちのくプロレスinジャパンエキスポタイランド2016　セントラルワールドスクエア　○里歩＆ワユ×さくらえみ＆マサ高梨
- 1月25日、タイ。「GATOHMOVE "ONE AND ONLY"」BLUE BOX STUDIO　○里歩＆ワユ×さくらえみ＆EKバギー
- 1月31日、市ヶ谷。○里歩＆帯広さやか＆アントーニオ本多（13分39秒、片エビ固め）マサ高梨＆「ことり」＆さくらえみ×
- 2月7日、大塚。○里歩＆真琴（11分55秒、エビ固め）さくらえみ＆帯広さやか×
- 2月11日、北千住シアター1010ミニシアター ○さくらえみ＆帯広さやか（17分26秒、ラ・マヒストラル）里歩＆成宮真希×
- 2月11日、REINA 北千住シアター1010ミニシアター ○さくらえみ 里歩（15分01秒 片エビ固め） 真琴 小波×
- 2月12日、アキバエンタメステージ。※アイドルグループ　ガトームーブとして参加。
- 2月13日、市ヶ谷。○里歩（7分32秒、エビ固め）サワディー仮面×
- 2月13日、ニコプロにゲスト参加。【なんと2大会から選りすぐりの好試合を放送しちゃいます！】我闘雲舞1.31市ヶ谷チョコレート広場大会&2.11北千住大会
- 2月14日、市ヶ谷。『バレンタインチェキチェキ会』
- 2月21日、市ヶ谷。○里歩＆MIZUKI（7分29秒、片エビ固め）チェリー＆帯広さやか×
- 2月28日、市ヶ谷。○アントーニオ本多＆里歩（11分31秒、エビ固め）田村和宏＆「ことり」×
- 3月1日、ニコプロ「月頭女子プロレス＋30」にゲスト出演。高校卒業後は当面プロレスに専念することを発表。
- 3月5日、FIGHTING TV サムライ「女子プロレスのお仕事」『ぶるママのあなたの悩みにギロチンドロップ』のコーナーに出演。
- 3月6日、市ヶ谷。○里歩（4分26秒、エビ固め）米山香織× もう一人はDJニラ
- 3月9日、タイ BLUE BOX STUDIO　○さくらえみ VS 里歩×
- 3月10日、シンガポール SPW  ×Alexis Lee＆里歩 VS ○さくらえみ＆Tyra Russamee
- 3月12日、市ヶ谷。○マサ高梨＆さくらえみ（12分25秒、タカタニック）里歩＆サワディー仮面×
- 3月19日、市ヶ谷。△里歩＆松本浩代＆真琴（時間切れ引き分け）さくらえみ＆マサ高梨＆米山香織△
- 3月24日、新木場1stRING。○米山香織（12分37秒、片エビ固め）里歩×
- 3月27日、市ヶ谷。3WAYマッチ 15分一本勝負　○関根龍一（6分31秒、コンバイン）DJニラ×　※もう１人は里歩
- 4月3日、市ヶ谷。○佐藤光留＆里歩（14分15秒、腕ひしぎ逆十字固め）DJニラ＆さくらえみ×
- 4月9日、市ヶ谷。○里歩＆SAKI＆MIZUKI（13分30秒、片エビ固め）さくらえみ＆チェリー＆帯広さやか×
- 4月15日、市ヶ谷。○円華＆里歩＆帯広さやか（11分17秒、スクールボーイ）マサ高梨＆渡辺宏志＆さくらえみ×
- 4月15日、ニコプロ。新木場大会配信。ブリバトと共にゲストコメンテーターとして出演。
- 4月24日、市ヶ谷。○帯広さやか＆さくらえみ＆マサ高梨（12分2秒、回転エビ固め）田村和宏＆山田太郎＆里歩×
- 5月1日、板橋。『第４回ゴーゴーグリーンカレーコップンカップ』

　一回戦。△里歩＆円華（時間切れ引き分け）真琴＆福田洋△　※じゃんけんの結果、里歩＆円華が準決勝進出
　準決勝。○「ことり」＆田村和宏（6分41秒、エビ固め）円華＆里歩×
- 5月3日、市ヶ谷。○米山香織＆さくらえみ＆「ことり」（11分16秒、合体バードリッジ）里歩＆SAKI＆MIZUKI×
- 5月4日、大塚。あにプロ道場にて我闘雲舞提供試合。〇里歩×帯広さやか
- 5月5日、市ヶ谷。○里歩（6分48秒、体固め）パピヨン朱美×
- 5月5日、AbemaTV。『芸人放置プレイ ココドコ！？ AbemaWEEKスペシャル』。×さくらえみ、「ことり」（ギブアップ）里歩、レイザーラモンRG、スターダスト井上（NONSTYLE井上裕介）〇
- 5月14日、横浜 野毛にぎわい座。○梶トマト（6分7秒、エビ固め）里歩× ※もう一人は帯広さやか
- 5月20日、市ヶ谷。△里歩＆MIZUKI（時間切れ引き分け）さくらえみ＆米山香織△
- 5月24日、さくらえみのツイキャス内にて、「そろそろ独立しても良い頃」と、会社設立を命じられる。
- 5月29日、デビュー10周年。市ヶ谷。○円華（13分16秒、ランヒェイ）里歩×
- 6月4日、19歳の誕生日。市ヶ谷。△里歩＆MIZUKI（時間切れ引き分け）さくらえみ＆「ことり」△
- 6月5日、埼玉県 HEY WORLD!! にて行われた『ヘイワールド感謝祭』の女子プロレスイベントに参加。井上貴子と組み、神取忍・帯広さやか組と対戦した。
- 6月6日、レインボータウンＦＭ大江戸放送局『ハマキヨのヒアタルシアタル』にアーサ米夏と共にゲスト出演。
- 6月13日、笑や（東高円寺）『火曜になる前に。』公開生配信 アーサ米夏と共にゲスト出演。
- 6月18日、市ヶ谷。○ゴーレムタイ＆P-Nutz＆帯広さやか（9分6秒、アルゼンチン・バックブリーカー）里歩＆「ことり」＆パクサー×
- 6月19日、前橋市 日吉体育館。○さくらえみ＆円華（15分50秒、片エビ固め）里歩＆「ことり」×
- 6月22日、後楽園ホール。○里歩（13分2秒、片エビ固め）米山香織×　IWA三冠統一王座に返り咲く。
- 6月25日、大阪 世界館。○SAKI＆MIZUKI（18分28秒、エビ固め）里歩＆「ことり」×
- 6月26日、市ヶ谷。○里歩＆志田光＆ジューケン（13分48秒、エビ固め）マサ高梨＆E.K.バギー＆「ことり」×
- 6月27日、笑や（東高円寺） Cafe de Live～『あぶなげ女子』公開生配信 アーサ米夏と共にゲスト出演。
- 7月22日、市ヶ谷。○里歩＆「ことり」（12分13秒、そうまとう→エビ固め）帯広●＆高梨。大会終了後、体調不良を訴え病院にて精密検査を受ける。急性の内臓疾患と診断され、療養の為以後の大会を欠場へ。[16]
- 8月14日、板橋。オープニングに登場。順調に回復していることを報告。
- 9月2日、市ヶ谷。サプライズゲストとして登場。9月10日の横浜大会での復帰を発表。
- 9月5日、ニコプロ、我闘雲舞(8/26 市ヶ谷大会)中継番組にコメンタリーゲストとして出演。
- 9月10日、横浜 野毛にぎわい座。○さくらえみ＆米山香織（10分5秒、変形ラ・マヒストラル）里歩＆帯広さやか×
- 9月11日、市ヶ谷。○「ことり」＆円華（13分12秒、モーニングスター）松本浩代＆里歩×
- 9月12日、笑や（東高円寺） 『ももガトさん』にゲストとして出演。
- 9月18日、市ヶ谷。○「ことり」＆里歩（10分33秒、バードリッジ）さくらえみ＆アーサ米夏×
- 9月25日、市ヶ谷。○里歩＆円華（9分00秒、さくらえび固め）帯広さやか＆アーサ米夏×
- 9月28日、新宿FACE。『木高イサミのプロレス～第二回新宿地上最大武道会』【二回戦】○里歩（4分52秒、場外）旭志織×　【準決勝】○FUMA（7分1秒、場外）里歩×
- 10月2日、市ヶ谷。△里歩＆高梨将弘（時間切れ引き分け）「ことり」＆趙雲子龍△
- 10月4日、新木場1stRING。○里歩＆佐藤光留（17分7秒、エビ固め）アントーニオ本多＆「ことり」×
- 10月9日、市ヶ谷。○真琴＆里歩（12分1秒、エビ固め）さくらえみ＆アーサ米夏×
- 10月15日、市ヶ谷。○さくらえみ＆米山香織（13分15秒、十字固め）「ことり」＆里歩×
- 10月23日、市ヶ谷。○さくらえみ＆チェリー with石井美紀（11分47秒、エビ固め）里歩＆「ことり」× with時雨
- 10月28日、REINA 後楽園ホール大会。真琴１０周年ヒストリーランブルに出場。
- 11月4日、渋谷 ClubAsia 渋祭2〜京本百加生誕SP〜。※アイドルグループ　ガトームーブとして参加。
- 11月5日、市ヶ谷。○さくらえみ＆田村和宏（12分30秒、ラ・マヒストラル）里歩＆帯広さやか×
- 11月11日、市ヶ谷。○真琴＆円華＆高梨将弘（13分43秒、三田さん固め）「ことり」＆帯広さやか＆里歩×
- 11月19日、王子 ベースメントモンスター。IWA三冠統一選手権　○真琴（11分43秒、方エビ固め ※デスバレーボム）里歩×　第9代王者が初防衛に失敗。真琴が第10代王者となる。
- 11月23日、市ヶ谷。○里歩（6分38秒、雁之助クラッチ）アーサ米夏×
- 11月26日、市ヶ谷。○「ことり」＆里歩＆サワディー仮面（12分9秒、エビ固め）真琴＆アントーニオ本多＆帯広さやか×
- 12月3日、市ヶ谷。○「ことり」＆里歩（9分50秒、モーニングスター）帯広さやか＆サワディー仮面×
- 12月5日、ニコプロ。11.19王子ベースメントモンスター大会 中継番組にコメンタリーゲストとして出演。
- 12月11日、市ヶ谷。○帯広さやか＆円華＆久保佑允（12分58秒、バース）趙雲子龍＆「ことり」＆里歩×
- 12月12日、笑や（東高円寺） 『ももガトさん』にゲストとして出演。
- 12月15日、みちのくプロレス。『2016年最後の東京大会』。○ヤッペーマン３号＆里歩（9分6秒、ジャーマン・スープレックス・ホールド）さくらえみ＆「ことり」●
- 12月18日、市ヶ谷。○里歩＆「ことり」（9分38秒、片エビ固め）さくらえみ＆アーサ米夏×
- 12月19日、ニコプロ。【一粒で二度美味しい！】帰ってきた 里歩 独演会？さくらさんが途中参加するよスペシャル！ 出演
- 12月24日、板橋。○里歩＆「ことり」（11分34秒、体固め）希月あおい＆帯広さやか×　第2代王者チームが3度目の防衛に失敗。里歩＆「ことり」が第3代王者チームとなる。
- 12月29日、市ヶ谷。○里歩＆「ことり」（9分12秒、くるくるリボン）チェリー＆サワディー仮面×
- 12月30日、市ヶ谷。○さくらえみ＆高梨将弘（10分6秒、エビ固め）里歩＆アーサ米夏×
- 12月31日、市ヶ谷。○里歩＆「ことり」＆アーサ米夏（11分17秒、片エビ固め）さくらえみ＆帯広さやか＆紺乃美鶴×

### 2017年
- 1月3日、市ヶ谷。○里歩＆「ことり」＆円華（10分34秒、エビ固め）さくらえみ＆ワンチューロ＆帯広さやか×
- 1月9日、笑や（東高円寺） 『ももガトさん』にゲストとして出演。
- 1月14日、市ヶ谷。○趙雲子龍＆真琴＆田村和宏（12分24秒、チャイニーズ・レッグロールクラッチ）里歩＆「ことり」＆帯広さやか×
- 1月19日、新百合ヶ丘。HEAT UP 新百合ヶ丘大会。○里歩＆「ことり」＆円華（12分50秒 エビ固め）さくらえみ＆●アーサ米夏＆高梨将弘
- 1月21日、ニコプロ。12.24板橋グリーンホール大会 中継！出演
- 1月22日、市ヶ谷。○さくらえみ＆高梨将弘＆趙雲子龍（10分39秒、ラ・マヒストラル）里歩＆円華＆帯広さやか×
- 1月29日、市ヶ谷。△アーサ米夏＆里歩＆「ことり」（時間切れ引き分け）さくらえみ＆高梨将弘＆米山香織△
- 1月31日、渋谷、clubasia。「ラテ☆ウーノ／梅vs鮭・運命のゴングSP」おにぎりプロレスのアサッテ海苔香の代役として出演。
- 2月4日、市ヶ谷。○里歩（7分1秒、エビ固め）アーサ米夏×
- 2月10日、REINA 新木場大会。○小林香萌＆真琴＆日向小陽（18分58秒、120%スクールボーイ）中森華子＆里歩＆万喜なつみ×
- 2月11日、王子 ベースメントモンスター。○里歩（6分37秒、片エビ固め）紺乃美鶴×
- 2月12日、タイ　セントラルワールドプラザ　JAPAN EXPO THAILAND 2017　○里歩＆ダンプ松本（くるくるリボン）ジップ＆さくらえみ×
- 2月13日、タイ　サトゥーン・スポンサー公園特設リング　○里歩（9分48秒、エビ固め）さくらえみ×
- 2月19日、市ヶ谷。○真琴＆高梨将弘（13分39秒、ライジングスター・スープレックス・ホールド）里歩＆アーサ米夏×
- 2月25日、市ヶ谷。○アーサ米夏＆米山香織（9分49秒、片エビ固め）里歩＆紺乃美鶴×
- 3月4日、王子 ベースメントモンスター。○「ことり」＆里歩（14分43秒、モーニングスター）真琴＆アーサ米夏× 　アジアドリームタッグ選手権。第3代王者チームが初防衛成功。
- 3月11日、市ヶ谷。○さくらえみ＆高梨将弘＆帯広さやか（10分19秒、ラ・マヒストラル）田村和宏＆「ことり」＆里歩×
- 3月18日、市ヶ谷。○高梨将弘＆さくらえみ＆真琴（13分36秒、ウワバミ）アーサ米夏＆里歩＆「ことり」×
- 3月19日、市ヶ谷。○さくらえみ＆高梨将弘（10分1秒、ラ・マヒストラル）里歩＆さくらえみＷ×
- 3月26日、大阪・平野区民ホール。○さくらえみ＆高梨将弘（14分16秒、ラ・マヒストラル）新納刃＆里歩×
- 3月28日、新木場1stRING。○さくらえみ＆高梨将弘（27分29秒、エビ固め）「ことり」＆里歩×　※アストロシザース。アジアドリームタッグ選手権。第3代王者が2度目の防衛に失敗。
- 3月31日、熊本市流通情報会館 ハヤブサ一周忌追悼興行。 ○里歩（6分25秒 くるくるリボン）さくらえみ×
- 4月2日、市ヶ谷。△さくらえみ＆高梨将弘＆趙雲子龍（時間切れ引き分け）里歩＆「ことり」＆佐藤光留△
- 4月5日、REINA 新木場大会。○下田美馬＆里歩（13分56秒 タイガースープレックスホールド）真琴＆結奈×
- 4月9日、市ヶ谷。○里歩＆「ことり」（13分26秒、片エビ固め）真琴＆泰里×
- 4月15日、市ヶ谷。○里歩（7分18秒、ジャパニーズ・レッグロール・クラッチ）紺乃美鶴×
- 4月23日、市ヶ谷。△里歩（時間切れ引き分け）アーサ米夏△
- 4月25日、REINA 新木場大会。○里歩＆加藤悠（9分32秒 ダイビングフットスタンプ→片エビ固め）アーサ米夏＆清水ひかり●
- 4月28日、市ヶ谷。△さくらえみ＆沙紀（時間切れ引き分け）里歩＆「ことり」△
- 5月3日、市ヶ谷。○里歩＆「ことり」（11分57秒、エビ固め）アーサ米夏＆紺乃美鶴×
- 5月5日、板橋。 『第5回ゴーゴーグリーンカレーコップンカップ』1回戦　○沙紀＆トランザム★ヒロシ（9分46秒、首固め）佐藤光留＆里歩×
- 5月6日、市ヶ谷。○さくらえみ＆高梨将弘（12分19秒、片エビ固め）里歩＆紺乃美鶴×
- 5月12日、市ヶ谷。○里歩（5分33秒、ジャックナイフ式エビ固め）泰里×
- 5月20日、Resistance Gallery（英国・ロンドン）。Pro-Wrestling:EVE presents "Babes With The Power" Day One　 〇里歩（くるくるリボン）Alex Windsor×
- 5月21日、Resistance Gallery（英国・ロンドン）。Pro-Wrestling:EVE presents "Babes With The Power" Day Two　 〇Sammii Jayne（みちのくドライバー）×里歩 ※もうひとりはViper
- 5月28日、市ヶ谷。○里歩＆さくらえみ（9分26秒、エビ固め）アントーニオ本多＆アーサ米夏×
- 5月31日、神保町 書泉グランデ。おにぎりプロレス 8thワンマンライブにゲスト出演。終了後にグラビア掲載記念のトーク&サイン会を実施。
- 6月3日、市ヶ谷。○里歩＆「ことり」（14分44秒、社会人固め）チェリー＆さくらえみ×
- 6月5日、板橋。『里歩20歳記念特別試合』　△里歩＆「ことり」（時間切れ引き分け）沙紀＆瑞希△

### 2019年
- 1月22日、新木場。 〇里歩 （14分3秒、片エビ固め）コマンド・ボリショイ× ※スーパーアジア選手権試合。初代王者が7度目の防衛に成功[17]。
- 7月2日、新宿FACE大会をもって我闘雲舞を退団。
- 7月24日、スターダム後楽園ホール大会に来場しリング上で挨拶を行い、8月10日の次回後楽園ホール大会よりスターダムに参戦することを発表。以降日本での主戦場となる。
- 8月7日、週刊プロレス紙面にてAEWとの契約を発表。
- 8月31日、PPV「All Out」でのシングル戦で志田光に勝利。
- 10月2日、ワシントンD.C.で開催された初代AEW世界女子王座決定戦で、カジノバトルロイヤルで勝利したナイラ・ローズと対戦し蒼魔刀で勝利。初代AEW女子世界王者に。

### 2020年
- 2月12日、オースティンでナイラ・ローズに敗れ、AEW王座から陥落。
- 12月26日を以てスターダムの参戦が終了[18]。

### 2021年
- 1月28日、AEW世界女子王座次期挑戦者決定トーナメント1回戦でセリーナ・ディーブと対戦することが発表された。
- 2月17日、フロリダ州ジャクソンビル・デイリーズプレイスで行われたAEW女子世界王座次期挑戦者決定トーナメント1回戦でセリーナ・ディーブに外道クラッチで勝利、準決勝進出。
- 5月31日、「Double or Nothing Buy In」にてセリーナ・ディーブの持つNWA世界女子王座に挑戦も敗退。
- 6月4日、デビュー15周年を機に「公式ホームページ」と「オフィシャルファンクラブ」を設立。

## 得意技

### 打撃技
蒼魔刀
ランニングダブルニーアタックと同型。仰向けになった相手の上半身を引き起こして尻餅をつかせた状態にして相手と距離をとって助走してジャンプしながら両膝を突き出すように両膝を折り畳み、突き出した両膝を相手の顔面目掛けて叩き込む。元々は平仮名で「そうまとう」だったが21歳の誕生日を機にオリジナルの使用者であるHARASHIMAの公認で漢字表記になった。
ジャンピングニーバット
仲村由佳から伝承。
ジャンボ鶴田、仲村と同様、攻撃後に「オー!」と言う。
顔面蹴り
市来貴代子のオマージュ技。
619
ラム会長から伝承。

### 固め技
くるくるリボン
飛び付いた相手の左腕を両足で挟んで下に降りる様にして一周旋回、股下を潜りエビ固めへ持って行く。フィニッシャーとして用いられる。
ニコニコクラッチ
うつ伏せの相手に馬乗りになり、「ニコニコじるし」のセリフとともにポーズを取ってからのキャメルクラッチ。
シナモンロール
ノザーンライト等の投げ技で持ち上げるのを相手に耐えられた際、その勢いを利用して丸め込む。
スリー・アミーゴス
エディ・ゲレロと同型の三連続式高速ブレーンバスター。
さくらえび固め
相手を逆片エビ固めに捕らえたあと自分の体をブリッジさせ、マットに頭をつけた状態で相手の背中を反り上げる。
さくらえび固め2
リバースチキンウィング。
ひっつき虫
逆打ち。
雁之助クラッチ

### 投げ技
ノーザンライト・スープレックス
Code Red
ヨシタニックと同型

### 飛び技
ダイビング・フット・スタンプ
ダイビング・クロスボディ

### 合体技
中学生クラッチ（社会人固め）
「ことり」との連携技。両サイドからキドクラッチのような形で丸め込む。2017年に「ことり」が高校を卒業したと共に社会人となった事から「社会人固め」と改名。

## タイトル歴
AEW
- AEW世界女子王座（初代）

スターダム
- ハイスピード王座（第18代）

アイスリボン
- トライアングルリボン王座（初代）
- ICE×60王座（第7代）
- インターナショナル・リボンタッグ王座（第4代。パートナーは佐藤悠己）

DDTプロレスリング
- 日本海認定世界6人タッグ王座（第2代&第3代。パートナーはケニー・オメガとミスター6号→ケニーからグレート小鹿に譲渡されミスター6号とともに第3代王座に認定される）
- UWA世界6人タッグ王座（第42代。パートナーはグレート小鹿とミスター6号）
- 自由が丘広小路会認定6人タッグ王座（第6代。パートナーはグレート小鹿とミスター6号）

我闘雲舞
- IWA三冠統一王座（第6代、第9代）
- スーパーアジア王座（初代）
- アジアドリームタッグ王座（第3代。パートナーは「ことり」→第6代。パートナーは真琴）

SPW
- Queen of Asia選手権王座（第3代）

## 入場テーマ曲
- 「Eternal Beauty」[19]（YMZnoMASAKI） - 現在の入場曲。
- 「スモールモンスター」[20] - 我闘雲舞時代の入場曲。
- 「おどるポンポコリン」（B.B.クィーンズ） - アイスリボン時代の入場曲。

## 人物
- かつて同じアイスリボンに所属していた姉の聖菜と共に「ライト姉妹」と呼ばれていた。
- さくらえみに対する勝率はアイスリボン内でトップクラスだった。マイクパフォーマンスでも「毒」を持ち合わせる。
- 相手が年長の大物選手であっても物怖じしない性格で、道場マッチで葛西純と6人タッグで対戦した際には、「葛西がいるのに通常ルールではつまらない」との理由で自らハードコアリボンにしたり、センダイガールズとの対抗戦にアイス側が敗れた際には、リング上で里村明衣子に対し、10代の選手たちを代表して「絶対にお前たちを倒す！それはいつかって、3年後だ！」と言い放つ[21]、真琴のSMASH移籍が決まると、会見に乱入した上にTAJIRIを襲撃して「私はお前を許さない！いまここで試合をしろ！」とシングルマッチを要求するなどのエピソードを持っている。
- タッグ戦でも自分の世界へと強引に持って行く。ブラックバファローなどの大物選手と組んだときであっても同様。特に松本浩代は最も振り回されており、アイスリボンを退団する際、松本を含めた全員に別れの挨拶をしたにも関わらず、数時間後には我闘雲舞の試合会場で再会し、来訪を知らされていなかった松本を大層驚かせた。
- 市来貴代子を目標としており、市来と組むときは、ニックネームが「不良娘」に変わる。
- リングネームを里歩に変えた理由は、「故郷であるさくらさんと一緒に歩んでいきたい。この場所から歩いて行きたい」との事。
- NMB48の山本彩の大ファン。
- プライベートで仲の良い選手は瑞希で、二人で頻繁に遊んでいる。

## メディア出演

### テレビ
- 手紙バラエティ 三丁目のポスト（2007年10月22日 テレビ東京系列） - 同年10月7日市ヶ谷大会（りほ・聖菜 vs さくらえみ・みなみ飛香戦）での出来事
- 筋肉美女-Muscle Venus（2008年4月-6月 テレビ埼玉）
- スクール革命!（2011年5月29日 日本テレビ系列） - 春日俊彰にさくらえび固めをする
- 女子プロレスエロかわ主義IV（2013年 11月1日号）

### 映画
- 平成トンパチ野郎〜男はツラだよ〜（2009年）（マジカル / グラッソ）
- OVER THE HILL（2014年）

### 雑誌
- 週刊少年チャンピオン（2015年 8月6日号） - 情報エクスプレス欄
- LADYS RING Vol.6
- 週刊プレイボーイ（2017年24号、集英社）[22]
- 週プレ グラビアスペシャル増刊SUMMER2017（2017年8月9日、集英社）
- 週刊アサヒ芸能（2018年3月22日特大号、徳間書店） - 水着グラビア
- 週刊大衆（2018年3月26日号、双葉社） - 水着グラビア

### モデル
- IDOL WRESTLER EXHIBITION アイドル×レスラー展（2018年3月13日 – 25日、銀座・ヴァニラ画廊）[23]